# HD 11335
HD 11335，又名BD+50 381，SAO 22705、HR 538，是一颗恒星，视星等为6.26，位于銀經132.58，銀緯-10.24，其B1900.0坐标为赤經1h 46m 26.9s，赤緯+50° -10.24′ 51″。